# Danilo Nucini
Danilo Nucini (Ravenna, 22 agosto 1960) è un ex arbitro di calcio italiano.

## Carriera
Conta 24 direzioni di gara in Serie A, 137 in Serie B e 20 in Coppa Italia. Esordì in Serie B durante la stagione 1996-1997, dirigendo la partita Castel di Sangro-Cosenza terminata 1-0. Esordì nella massima serie all'età di 37 anni, durante la stagione 1997-1998, dirigendo la partita Sampdoria-Lecce terminata 1-1. Terminò la carriera nel 2005.

## Testimonianza al processo su Calciopoli
Nel corso dell'udienza del processo allo scandalo denominato Calciopoli del maggio 2006, rispondendo alle domande dei pm Filippo Beatrice e Giuseppe Narducci, Nucini dichiarò l'esistenza di un sistema di condizionamento degli arbitri avvenuto nel corso del decennio nel quale arbitrò. Nucini sostenne che questi condizionamenti furono volti a favorire una squadra in particolare: la Juventus. Nucini spiegò che questi condizionamenti si evidenziarono in occasione della partita Juventus-Bologna, quando venne ripreso dal designatore Paolo Bergamo per avere assegnato un calcio di rigore alla squadra emiliana, sostenendo senza alcun riscontro concreto di essere stato successivamente sospeso per 40 giorni proprio a causa della sua interpretazione di quell'episodio dubbio. L'ex arbitro dichiarò di essere in possesso di una sorta di diario da lui redatto, nel quale aveva annotato i giudizi positivi espressi dai designatori sugli arbitri dopo le partite in cui vi erano stati errori a favore della Juventus o a svantaggio delle avversarie. Nucini dichiarò di aver avuto inoltre ripetuti contatti con Giacinto Facchetti nel corso degli anni e, nel corso di un'udienza successiva, l'ex arbitro cadde in contraddizione riguardo ai suoi rapporti e alle sue confidenze con Facchetti. La sentenza definitiva (pag. 426 e pagg. 461-462) stabilisce che Nucini è un testimone completamente inattendibile (pag. 426: "inutili esagerazioni"; "fatti di intrinseca inconsistenza"; "vane parole"; pag. 461: "l'inconsistenza del teste").